# Chimaeridris
Chimaeridris es un género de hormigas perteneciente a la familia Formicidae, categorizado en la tribu Attini. Fue descrito por Wilson en 1989.

## Especies
- Chimaeridris boltoni Wilson, 1989
- Chimaeridris burckhardti Wilson, 1989